# Stranići kod Svetog Lovreča
Stranići kod Svetog Lovreča is een plaats in de gemeente Sveti Lovreč in de Kroatische provincie Istrië. De plaats telt 36 inwoners (2001).
Van origine is hier de fam. Dodic gehuisvest. Ook wel het Dodic dorp genoemd.
Voorheen een boerendorp. In de loop der jaren zijn vele huizen verkocht aan buitenlandse toeristen. Die hier nu hun vakantiehuis bezitten.